# Красная книга Ярославской области
Красная книга Ярославской области — региональная красная книга, государственный информационный ресурс Ярославской области. Ведётся Департаментом охраны окружающей среды и природопользования Ярославской области.

## История
Учреждена 7 февраля 2000 года постановлением губернатора Ярославской области А. И. Лисицына в соответствии с Законом РСФСР от 19 декабря 1991 года «Об охране окружающей природной среды», Федеральным законом Российской Федерации от 24 апреля 1995 года «О животном мире», «а также в целях сохранения видового разнообразия флоры и фауны Ярославской области и улучшения их естественного воспроизводства». Было утверждено Положение о Красной книге Ярославской области, создана комиссия по редким и находящимся под угрозой исчезновения животным, растениям и грибам, начало производиться финансирование (было потрачено около миллиона рублей).
Положение о Красной книге Ярославской области, в соответствии с Федеральным законом Российской Федерации от 10 января 2002 года № 7-ФЗ «Об охране окружающей среды», было утверждено 8 декабря 2003 года постановлением губернатора Ярославской области А. И. Лисицына.
Список нуждающихся в охране видов был рассмотрен комиссией и 25 марта 2004 года был утверждён заместителем Губернатора области — директором Департамента агропромышленного комплекса, охраны окружающей среды и природопользования Ярославской области. Книга вышла летом 2004 года в издательстве Александра Рутмана. Тираж разошёлся по библиотекам, природоохранным и определённым управленческим структурам; в свободную продажу книга не поступала.
Переработанное Положение о Красной книге Ярославской области было утверждено постановлением Губернатора области А. И. Лисицына от 31 июля 2007 в соответствии с федеральными законами от 24 апреля 1995 года № 52-ФЗ «О животном мире», от 10 января 2002 года № 7-ФЗ «Об охране окружающей среды» и «в целях сохранения видового разнообразия флоры и фауны Ярославской области».
В Красной книге приведены сведения о нуждающихся в охране 14 видах грибов, 173 видах растений и 172 видах животных. Созданы 415 особо охраняемых природных территорий различных номинаций общей площадью 456 тыс. га, или 12,5 % площади. Среди них Дарвинский государственный биосферный заповедник (в границах области 50 тыс. га), национальный парк «Плещеево озеро» (23,8 га), 37 государственных природных заказников и 376 памятников природы. В области запрещена торговля 52 видами дикорастущих растений. Производство охоты регламентируется утверждёнными в 1998 году правилами. Для сохранения и приумножения лесов в области региональными и местными органами государственной власти принят ряд решений: о выделении лесных памятников природы; благоустройстве пригородных лесов; поведении отдыхающих в лесных зонах; запрещении сбора редких и исчезающих растений.

## Основные мероприятия по ведению Красной книги
- Сбор и анализ информации об объектах животного и растительного мира.
- Организация мониторинга состояния объектов животного и растительного мира, занесённых в Красную книгу Ярославской области.
- Создание и пополнение банка данных по объектам животного и растительного мира.
- Занесение в установленном порядке в Красную книгу Ярославской области (или исключение из неё) объектов животного или растительного мира.
- Подготовка к изданию, издание и распространение Красной книги Ярославской области. Издание Красной книги Ярославской области осуществляется один раз в 10 лет. Часть тиража издания в обязательном порядке направляется в Администрацию Ярославской области и администрации муниципальных образований Ярославской области, Главное управление природных ресурсов и охраны окружающей среды Министерства природных ресурсов и экологии Российской Федерации по Ярославской области и его территориальные подразделения, ведущим организациям по обеспечению ведения Красной книги Ярославской области, в областные, городские и районные библиотеки, администрации особо охраняемых природных территорий.
- Подготовка и реализацию предложений по специальным мерам охраны, включая организацию особо охраняемых природных территорий и генетических банков, а также разработку и внедрение других мероприятий с целью сохранения объектов животного и растительного мира, занесённых в Красную книгу Ярославской области.
- Выдача разрешений на добывание объектов животного и растительного мира, занесённых в Красную книгу Ярославской области.
- Регистрация центров по разведению и содержанию объектов животного и растительного мира, занесенных в Красную книгу Ярославской области.
- Разработка программ по охране объектов животного и растительного мира и среды их обитания.

## Содержание
Красная книга Ярославской области включает сведения по различным группам редких, находящихся под угрозой исчезновения и нуждающихся в особой охране видов (подвидов, популяций) живых организмов и содержит информацию об объектах животного и растительного мира, занесённых в Красную книгу Ярославской области: перечень видов, нуждающихся в особом контроле за их состоянием в природной среде на территории Ярославской области; критерии присвоения территориям статуса имеющих особую ценность для сохранения объектов животного и растительного мира, внесённых в Красную книгу Ярославской области, меры охраны данных территорий, обязательные к исполнению всеми юридическими и физическими лицами; перечень видов, исключённых из Красной книги Ярославской области; перечень видов, исчезнувших с территории Ярославской области; тексты нормативных правовых актов или выдержки из них, касающиеся Красной книги Ярославской области.
Любой объект животного и растительного мира, внесённый в Красную книгу Ярославской области, должен быть отнесён к одной из категорий статуса: находящиеся под угрозой исчезновения, сокращающиеся в численности (уязвимые), редкие, исчезнувшие.
Информация о каждом объекте животного или растительного мира, внесённом в Красную книгу Ярославской области, должна быть представлена в Красной книге Ярославской области в виде отдельной статьи, содержащей русское и латинское название вида, систематическое положение, категорию статуса в Красной книге Ярославской области (а также в Международной Красной книге и Красной книге Российской Федерации в случае, если вид занесён в таковые), распространение на территории Ярославской области и краткая характеристика ареала в целом, оценка численности на территории Ярославской области и её динамики, типичные и характерные места обитания (произрастания), краткие особенности биологии, краткая характеристика основных определительных признаков, основные лимитирующие факторы, принятые и необходимые меры охраны, список основных литературных источников, цветной рисунок, изображающий данный объект животного или растительного мира, а также схематическую карту Ярославской области, на которой показаны основные места его распространения.
В Красную книгу Ярославской области включаются объекты животного и растительного мира Ярославской области, отвечающие следующим условиям:
- нуждающиеся в специальных мерах охраны, а именно: находящиеся под угрозой исчезновения; запасы которых при существующих темпах эксплуатации поставлены на грань исчезновения, в результате чего необходимо принятие срочных мер по их охране и воспроизводству; которым не требуется срочных мер охраны, но необходим государственный контроль за их состоянием в силу их уязвимости (обитающие на краю ареала, естественно редкие и т. д.);
- исчезнувшие с территории Ярославской области (включаются в приложение);
- подпадающие под действие международных соглашений и конвенций;
- занесённые в Международную Красную книгу и Красную книгу Российской Федерации. В данное издание включены также все виды, занесённые в Красные книги СССР.

## Авторы
- Ответственный редактор Л. В. Воронин.
- Научные редакторы: Л. В. Воронин (Царство Грибы), С. В. Голубев (Царство Животные), В. В. Горохова, В. Г. Папченков (Царство Растения)
- Авторы: Е. Н. Анашкина, Ю. А. Белоусов, А. А. Бобров, В. В. Богачёв, М. А. Борисова, Д. В. Власов, Л. В. Воронин, С. В. Голубев, В. В. Горохова, Ю. Г. Изюмов, М. А. Клепиков, О. Л. Лазарева, Л. И. Лисицына, О. А. Маракаев, В. Г. Папченков, А. А. Русинов, З. С. Секацкая, Е. В. Чемерис, Е. Ф. Черняковская
- Рисунки Д. В. Власова, С. В. Голубева, Т. Ю. Морозовой и В. А. Симонова